# Селеш, Анна
А́нна Се́леш (венг. Széles Anna; род. 24 августа 1942, Орадя, Румыния) — венгерская и румынская актриса театра и кино.

## Биография
В 1965 году окончила Театральный институт в Тыргу-Муреше. Играла в Венгерском театре города Клуж-Напока в пьесах Шекспира, Мольера, Гольдони, Горького, Чехова, Сиглигети. В кино — с 1963 года («Отдых у моря»). Снималась у ведущих румынских и венгерских режиссёров. Будучи этнической венгеркой, часто приезжала для съёмок в Венгрию, пока в 1989 году окончательно не переехала на историческую родину.
В 1975—1985 годах была замужем за актёром Флорином Пьерсиком.

## Фильмография

### Актриса
- 1963 — Отдых у моря / Vacanta la mare
- 1964 — Возраст любви / La vârsta dragostei
- 1964 — Лес повешенных / Pădurea spânzuraţilor[рум.] — крестьянка Илона
- 1966 — Призраки торопятся / Fantomele se grăbesc
- 1966 — Под созвездием Девы / Zodia Fecioarei — Дита
- 1966 — / Meandre — Лиа, возлюбленная Джилу
- 1968 — Бал в субботу вечером / Balul de sîmbătă seara — Лиа
- 1968 — Молодость без старости / Tinereţe fără bătrâneţe — принцесса
- 1968 — Едут велосипедисты / Vin cicliștii — Ана
- 1969 — Адская пристань / Pokolrév — Мария Пилле (Венгрия)
- 1969 — Канарейка и буря / Canarul şi viscolul[рум.]
- 1970 — Изящная венгерская комедия / Szép magyar komédia — Кристина (Венгрия)
- 1971 — Агнец божий / Égi bárány — Szõke lány (Венгрия)
- 1975 — Штефан Великий – 1475 год / Ştefan cel Mare — Vaslui 1475 — Марушка, дочь Яцко Худича
- 1974 — По доброй воле и без принуждения / De bună voie și nesilit de nimeni
- 1975 — Эликсир молодости / Elixirul tinereţii
- 1975 — Здесь не пройти / Pe aici nu se trece[рум.] — студентка Ада
- 1977 — Я, ты и… Овидий / Eu, tu, şi… Ovidiu[рум.]
- 1984 — Серебряная маска / Masca de argint[рум.] — цыганка
- 1991 — / A Tógyer farkasa (ТВ, Венгрия)
- 1991 — Невеста Сталина / Sztálin menyasszonya (Венгрия)
- 1994 — / Ábel a rengetegben — дочь Абеля (ТВ, Венгрия)
- 1996 — Покорение / Honfoglalás (Венгрия)
- 2001 — Священная корона / Sacra Corona[венг.] — трактирщица (Венгрия)
- 2009 — И на восьмой день / És a nyolcadik napon — бабушка (ТВ, Венгрия)